# Diospilus dispar
Diospilus dispar är en stekelart som först beskrevs av Christian Gottfried Daniel Nees von Esenbeck 1811.  Diospilus dispar ingår i släktet Diospilus och familjen bracksteklar. Arten är reproducerande i Sverige. Inga underarter finns listade i Catalogue of Life.